# Михаил Всеволодович (князь пронский)
Михаил Всеволодович (Кюр Михаил; умер 20 июля 1217, Исады) — пронский князь (1207—1217 с перерывами), сын Всеволода Глебовича, вокняжившийся после смерти отца.
В 1207 году после вторжения в великое княжество Рязанское Всеволода Большое Гнездо уехал из Пронска в Чернигов, обороной Пронска руководил его двоюродный брат Изяслав Владимирович, но потерпел поражение, и на пронское княжение был посажен Олег Владимирович. Зимой 1208/1209 годов Михаил Всеволодович и Изяслав Владимирович вторглись во Владимиро-Суздальское княжество, но были разбиты в окрестностях Москвы владимирским княжичем Юрием Всеволодовичем. 
20 июля 1217 года Михаил был убит Глебом и Константином Владимировичами на княжеском съезде в Исадах.
Михаил упоминается «Повестью о разорении Рязани Батыем» (ошибочно) как князь, получивший после нашествия пронское княжение от Ингваря Ингваревича Рязанского (упоминаемого лишь этим произведением).

## Семья и дети
Михаил был женат на дочери великого князя Черниговского Всеволода Чермного Вере (Олене/Елене), Ипатьевская летопись упоминает его сына (Кюра Михайловича), который принёс весть о монгольском нашествии во Владимир в 1237 году (и погиб во время нашествия). Согласно версии БРЭ сына Михаила звали Всеволодом.